# Йосінкан
Йосінкан (養神館 Yōshinkan «Місце виховання духу») Айкідо стиль айкідо, що був створений після Другої світової війни Годзо Сіодою.

## Засновник стилю
Сіода був одним з учнів Уесіби довоєнних років, і його стиль характеризується ефективною технікою, подібною до Дайто-рю Айкідзю-дзюцу, і чіткою методологією навчання. Сіода написав багато книг по айкідо і зробив декілька поїздок за кордон. Так як і Айкікай, Йосінкан має хороші зв'язки з діловими і політичними колами, і це з'явилося позитивним чинником в зростанні даної організації. Реальне політичне керівництво організацією знаходиться в руках Правління Директорів.

## Міжнарода Федерація Айкідо Йосінкан
Йосінкан створив Міжнародну Федерацію Айкідо Йосінкан в 1990 році. На відміну від Айкікай, Йосінкан прийняв вільну, неієрархічну структуру для своєї організації, і стійкий потік незалежних додзьо влився в його мережу.